# Babur

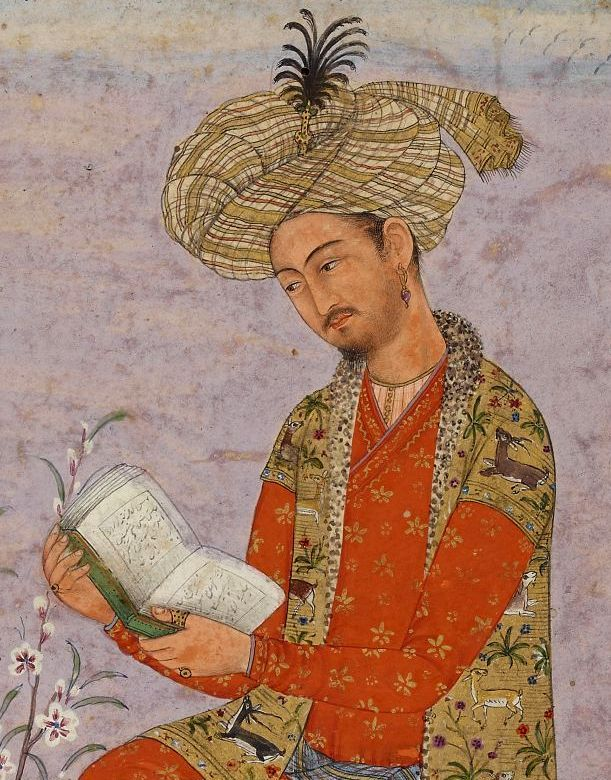
Babur in einem Ausschnitt aus einer indischen Buchmalerei des 17. Jahrhunderts von Bishandas. British Library, London.

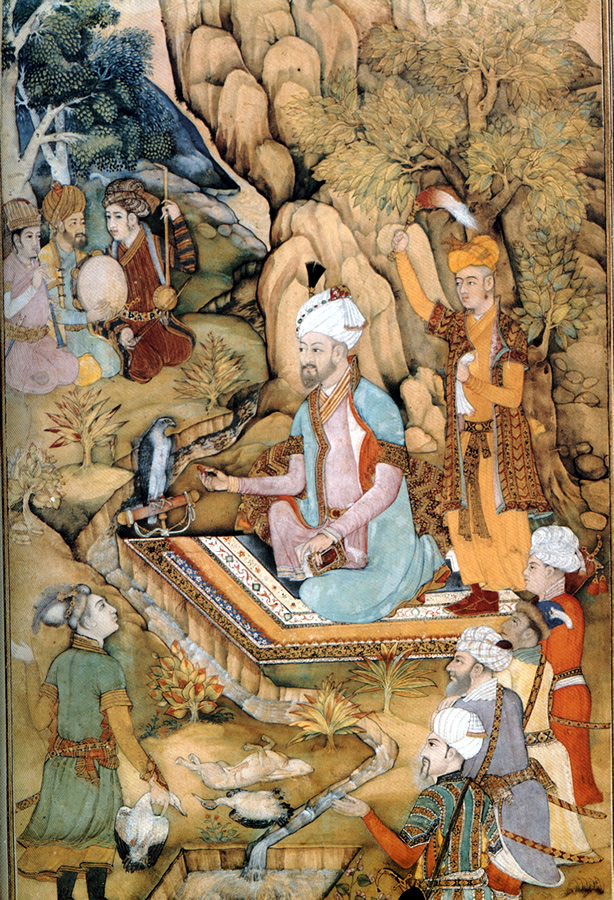
Babur auf der Jagd (Darstellung um 1605), Museum für Islamische Kunst (Berlin), Inv.-Nr. I. 4593 fol. 49

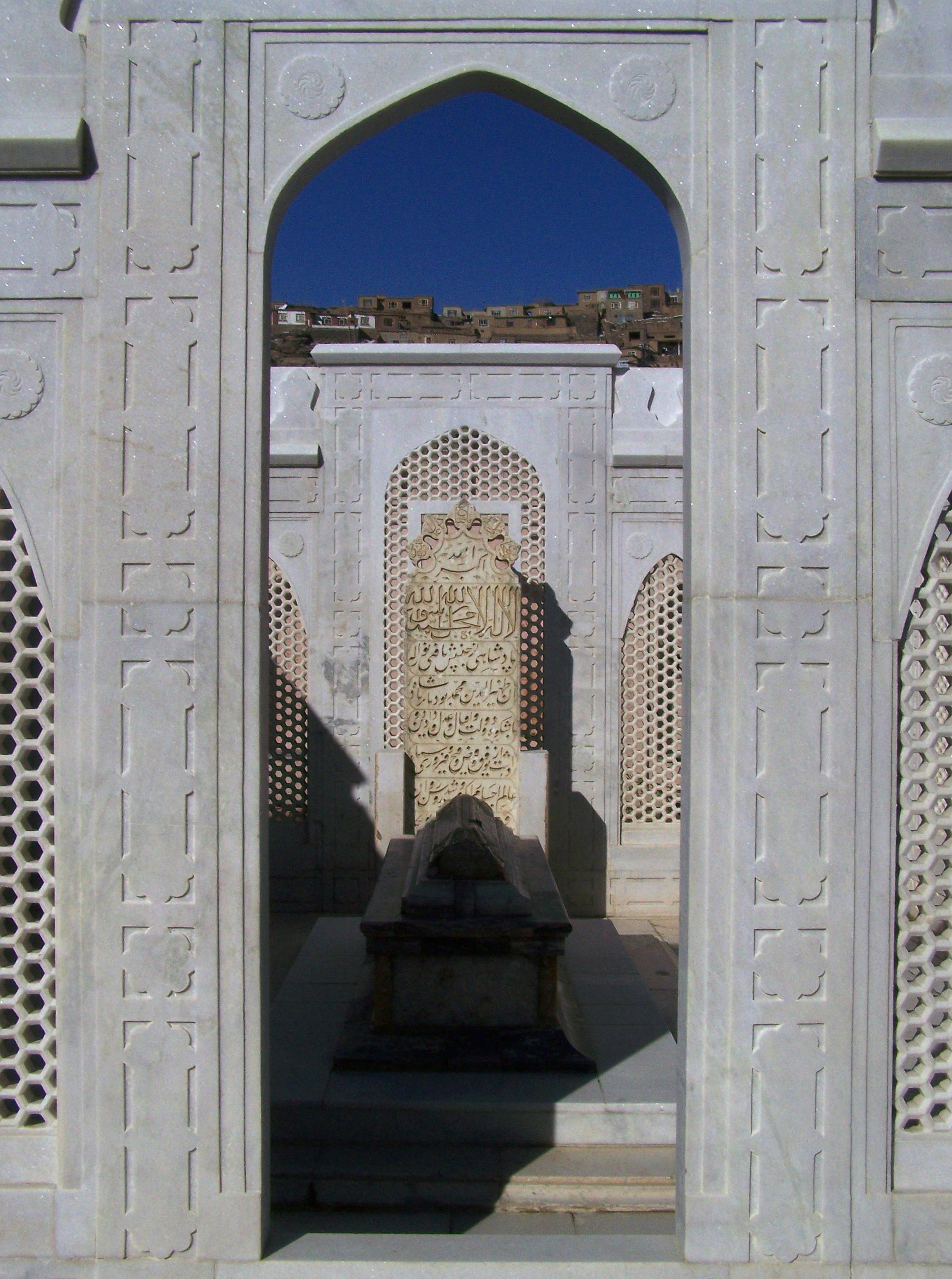
Baburs Grab im Kabuler Bāgh-e Bābur („Babur-Garten“)

Zahir ad-Din Muhammad Babur (persisch ظهير الدين محمد بابر, DMG Ẓahīr ad-Dīn Muḥammad Bābur; geboren am 14. Februar 1483 in Andischon, Ferghanatal, heute Usbekistan; gestorben am 26. Dezember 1530 in Agra, heute Indien), auch Babur Chan oder Babur Schah, war der erste Mogul von Indien. Er war ursprünglich ein Herrscher im umkämpften Zentralasien, dem es durch den Sieg über die afghanische Lodi-Dynastie, die bereits große Gebiete in Nordindien beherrschte, und über hinduistische Herrscher in Indien gelang, das langwährende indische Mogulreich zu gründen.

## Leben
Zahir ad-Din Muhammad, von seiner Familie und seinen Gefolgsleuten Babur („Tiger“) genannt, war ein timuridischer Fürst aus dem Ferganatal. Durch seine Mutter Qutlugh Nigar Khanum war er ein direkter Nachfahre Dschingis Khans. Als sein Vater Omar Scheich 1493 verstarb, wurde Muhammad sein Nachfolger. 1494 starb Sultan Ahmad Mirza und mehrere Timuriden stritten sich um die Herrschaft über Buchara und Samarkand. Der junge Mohammed Babur eroberte 1497 im Alter von 14 Jahren Samarkand, konnte es aber nicht halten. Er hatte bei seiner Verwandtschaft keinen Rückhalt und verlor nach Misserfolgen schnell den Großteil seiner Anhängerschaft.
Inzwischen vereinigten sich die Usbeken unter Muhammed Schaibani in den Nordsteppen und besetzten 1500 Buchara und Samarkand. Babur eroberte Samarkand in einem Handstreich zurück, wurde aber in offener Feldschlacht erneut besiegt und gab Samarkand gegen freien Abzug auf (1500–1501).
1506 starb in Herat Husain Baiqara, der letzte bedeutende Timuride. Nun war Mohammed Scheibanis Macht fast unanfechtbar. Erst nach dessen Niederlage und Tod 1510 im Gefecht gegen den (schiitischen) Safawiden-Schah Ismael konnte Babur mit Hilfe Ismaels am 12. Oktober 1511 erneut Samarkand besetzen. Im Gegensatz zu früher entwickelte sich jedoch Widerstand in der Bevölkerung (möglicherweise infolge von Massakern oder wegen Baburs – vielleicht nur scheinbaren – Übertritts zur Schia als Teil des Paktes mit Ismael). In der Schlacht von Gadschdiwan bei Buchara siegten 1512 die Usbeken unter dem Reitergeneral Jani Beg (einem Vetter Scheibanis) und Babur verlor die Herrschaft über Samarkand ein drittes Mal.
Er wandte sich nun nach Süden, nach Afghanistan, machte Kabul zu seiner neuen Hauptstadt und führte von hier aus kleinere Feldzüge gegen afghanische Stämme aus der heutigen Nordwestlichen Grenzprovinz und das Sultanat von Delhi. Um sein Bündnis mit den afghanischen Jūsuf-zāī zu stärken, heiratete Babur 1519 Bībī Mubāraka (Aghācha von Gul-Badan), die Tochter seines Verbündeten Malik Schāh Manṣur, Sohn des Malik Sulaimān Schāh.
Der Sultan von Delhi, Ibrahim Lodi (reg. 1517–1526), war wegen seiner maßlosen Strenge berüchtigt und so konspirierten bald einige seiner Großen (z. B. Daulat Khan, Statthalter im Punjab) mit Babur. Persische Kanonen, eine überlegene Kavallerie und eine den Osmanen nachempfundene defensive Taktik (die sog. Rumi-Verteidigung) unter der Verwendung von Karren verhalfen ihm in der Schlacht von Panipat im April 1526 zum Sieg über Ibrahim Lodi, der in der Schlacht fiel. Babur besetzte Delhi und Agra und gründete dort das Mogulreich. Im August 1526 wurde sein Sohn Fārūq geboren.
Rana Sangram Singh von Mewar (reg. 1509–1527), der ranghöchste der Rajputenfürsten, griff ihn jedoch bei Khanwa an. Im März 1527 standen 15.000 Kämpfer Baburs gegen 201.000 Rajputen. Artillerie und Reiterei der Moguln errangen den Sieg Baburs. Sangram Singh wurde schwer verwundet und wenig später vergiftet.
In seinen letzten drei Lebensjahren bemühte sich Babur um die Konsolidierung seiner Macht. 1530 starb er in Agra und wurde dort begraben. Sein Mausoleum befindet sich in seiner Lieblingsstadt Kabul, inmitten der bis heute prächtigen Gartenanlage Bāgh-e Bābur. Die Herrschaft des Mogulreiches übernahm sein Sohn Humayun.

## Baburnama
Babur hinterließ eine Bābur-nāma genannte Autobiographie. Diese ist in der Turksprache Tschagataisch geschrieben und hat auch heute noch linguistische Bedeutung, da z. B. das Usbekische auf dieser Sprache basiert. 
Anders als damals üblich enthält das Baburnama weder eine religiöse noch eine sonstige Einleitung oder eine Darstellung der vorangegangenen Reiche. Es ist chronologisch geordnet und sehr detailliert, besonders in der Darstellung der einzelnen Akteure. Ausgeblendet werden unter anderem die unvorteilhaften Verhandlungen mit Mohammed Scheibani im Juli 1501.
Babur war sehr an Naturgeschichte interessiert; das Baburnameh enthält eine ausführliche Beschreibung der Flora und Fauna von Hindustan. Ausführlich beschreibt er etwa den jāsūn (Hibiscus rosa sinensis) mit seiner Blüte, die die Größe einer Rosenblüte hat und intensiver gefärbt als die eines Granatapfels ist. Er vergleicht die gefüllte Blüte mit einem von den Sprossachsen der Blütenblätter umgebenen Herzen. Sie verblühen an einem Tag. Ferner beschreibt er den Oleander, der wie der Pfirsich fünf Blütenblätter besitzt, die rot oder weiß sein können, die wohlriechenden Pandanusblüten (Pandanus odoratissimus) und den Jasmin.
Wie aus seiner Autobiographie hervorgeht, verfasste Babur außerdem zahlreiche Gedichte. Dem Verfassen satirischer Gedichte (Mubīn) hatte er jedoch abgeschworen, da niedere Vorstellungen den Verstand beschmutzten, der heilige Einsichten des Koran erfasst hat. Als er den Eid 1525 auf einem Floß auf dem Kabul bricht, wird dies seiner Ansicht nach mit einer Krankheit bestraft, worauf er seinen Eid erneuert.

## Gärten
Babur kannte die Gärten Timurs in Samarkand – im Baburnama beschreibt er die Gärten Dilkuscha und den Platanengarten, die auch aus dem Werk von Ruy González de Clavijo bekannt sind, als auch die Gärten Schāh Ruchs in Herat. Diese Gärten waren rechteckig, symmetrisch angelegt und terrassiert. Sie enthielten Zypressen und Pappeln. Babur ließ in Kabul Gärten anlegen, darunter den Bāgh-e Bābur. Für den Bāgh-i-wafā in Adīnapūr ließ Babur im Jahr 1523 Kochbananen aus Indien importieren. Später führte er Pflanzen aus Zentralasien nach Indien ein und war erfreut, dass sie hier gediehen. So baute ein Belutsche im Jahr 1528 in Agra Melonen an, auch Trauben gediehen.
Auch Gärten in Delhi und Agra gehen auf Baburs Pläne zurück. Der Chār-Bāgh in Agra liegt am Ufer des Jumna auf sehr schlechtem und unattraktivem Gelände. „Wir überquerten es mit hundertfachem Abscheu und Schauder …“ – es stand aber kein anderes Land zur Verfügung. Als erstes wurde ein Brunnen gegraben, um die Badehäuser zu versorgen. Dann wurde das zentrale Becken (haud) und dessen Einhegung angelegt. Der Garten enthielt auch ein achteckiges Becken und Tamarisken. Es wurden Beete angelegt, in denen Rosen und Narzissen „in perfekter Anordnung“ wuchsen. Babur betont, wie er im „unschönen und unordentlichen Indien“ Ordnung und Symmetrie einführt, und wie er seinen Garten durch Beete, Rabatten und Parterres gliedert.
Nimla liegt ca. 40 km von Dschalalabad entfernt. Der Bāgh-i-Wafa, „Garten der Treue“, ist bisher nicht lokalisiert, wird aber in der Nähe von Dschalalabad vermutet. Hier bedeckte Klee den Boden; es wuchsen unter anderem Kochbananen, Granatäpfel, Apfelbäume, Zuckerrohr und Pappeln. Eine Miniatur aus dem Babur-nameh aus der Zeit von Akbar I. zeigt, wie Babur persönlich die Anlage des Gartens überwacht.
Babur sammelte wildwachsende Tulpen für seine Gärten und ließ Stecklinge von orientalischer Platane, Efeu und Sauerkirschen schneiden.
In seiner Geburtsstadt Andischon in Usbekistan wurde 1993 der Babur-Gedächtnispark eröffnet.